# 豫皖边战役
豫皖边战役发生于1947年第二次国共内战期间，是晋冀鲁豫野战军与国民革命军在山东省丁大庄、兰封、郑庄砦等地区进行的一场战役。

## 背景
1946年11月，郑州绥靖公署主任顾祝同调动9个旅兵力，向晋冀鲁豫解放区进攻，企图寻晋冀鲁豫野战军决战，刘伯承、邓小平弃正面进攻的国军于不顾，率军绕道进攻国军后方徐州西北和陇海线地区，获得巨金鱼战役的胜利。在巨金鱼战役获胜的同时，陈毅、粟裕指挥华东野战军主力，在鲁南战役中歼灭了国军5万多人。作为回应，国军最高统帅蒋介石部署制订“鲁南会战”计划，以23个整编师53个旅，采取南北对进的部署，企图与华东野战军决战于山东临沂地区。

## 作战计划
为配合华东野战军在山东的作战，毛泽东于1947年1月18、19两日连发两电指示刘伯承、邓小平：“要利用敌王敬久、王仲廉两集团还在黄河以北的时机，攻取陇海路南北可能攻克的城镇，尽量歼灭一切可能歼灭的敌人，将陇海路南北创造为人民解放军机动的战场，以便吸引郑、徐两绥靖公署敌人的主力来援而歼灭之。”
接到毛泽东的电示后，刘邓二人立即部署了出击豫皖边的作战计划，决定由5个纵队组成南北两个作战集团发起豫皖边战役。
- 以第1、2、3纵队为北作战集团，由陈再道指挥，首先夺取陇海路北之定陶、单县、曹县等地区。
- 以第6、7纵队为南作战集团，由杨勇指挥，首先夺取陇海路南之柘城、太康等地区。
- 尽可能可能吸引国军由徐州、郑州前来增援，以便在国军增援途中进行截击，配合华东战场在鲁南的作战。

## 作战过程

### 第一阶段
1947年1月23日，解放军北线集团展开行动，2纵第4旅和第6旅包围定陶城国军。24日，解放军第2纵对定陶国军发起攻击，首先以火炮压制定陶国军火力，接着又以工兵用炸药对定陶城墙实施爆破，城墙被炸开缺口，解放军顺着缺口攻入城内，陶城战斗进行了两个小时，解放军俘国军副团长庞绍绪等1200多人。缴获轻重机枪47挺，长短枪1400多支，迫击炮和小炮14门，汽车ll辆及大批军用物资。
解放军第2纵队攻克定陶之后，第1纵队攻克了曹县，第3纵队攻克了单县。接着，第3纵队在陇海铁路民权至商丘路段展开大破击，破坏了民权至商丘之间铁路70多华里，炸翻装甲列车1列。
解放军南作战集团连克柘城、太康、鹿邑、杞县及亳州等5城。刚赶到商丘的国军整编第75师派第16旅乘汽车向亳州增援，结果被解放军南作战集团包围于亳州以北之丁大庄地区，经一天的激战，除16旅长率400多人逃脱外，援军大部被歼。

### 第二阶段
解放军在陇海线的攻势，震撼了南京，蒋介石急调豫北战场的国军王敬久所部的第五军，王仲廉所部整编第八十五师和武汉的第七十二师大举驰援陇海路，准备将解放军逐出陇海线后参加鲁南会战。
与此同时，中共中央军委电令刘伯承、邓小平一定要拖住敌王敬久集团，不使其东调，减轻华东野战军在山东战场上的压力。刘邓二人决定集中南北集团兵力攻击国军一部，吸引王敬久所部第五军、整编第七十五师回顾。
2月11日夜，刘邓二人集中兵力向进至民权西部地区的国军整编第85师发起进攻，解放军第16团两个营一度突入其师部所在地郑州庄砦镇，但被国军击退。随后刘邓以机动兵力与国军第五军等周旋于豫东和鲁西南等地，配合华东野战军进行莱芜战役。在此期间，晋冀鲁豫解放区相继夺回了被国军占领的南乐、大名等地。

## 结果
此役，晋冀鲁豫野战军在运动战中歼灭国军1.6万余人。缴获大批武器装备，有力的配合了华东野战军在莱芜战役的作战行动。